# Lee Seung-hoon
Lee Seung-hoon (kor. 이승훈, ur. 6 marca 1988 w Seulu) – południowokoreański łyżwiarz szybki, sześciokrotny medalista igrzysk olimpijskich, pięciokrotny medalista mistrzostw świata w łyżwiarstwie szybkim oraz wielokrotny medalista mistrzostw świata w short tracku.

## Kariera
Pierwsze sukcesy w karierze osiągał w short tracku. W latach 2005–2008 zdobył łącznie pięć medali mistrzostw świata, w tym złote w biegu na 3000 m i sztafecie podczas mistrzostw świata w Gangneung w 2008 roku. Od 2010 roku startuje w łyżwiarstwie szybkim, specjalizując się w długich dystansach. Na igrzyskach olimpijskich w Vancouver w 2010 roku zwyciężył na dystansie 10 000 m, a w biegu na 5000 m był drugi za Holendrem Svenem Kramerem. Na tych samych igrzyskach był też piąty w biegu drużynowym. Na rozgrywanych cztery lata później igrzyskach w Soczi wspólnie z Joo Hyong-junem i Kimem Cheol-minem wywalczył srebro w drużynie. W startach indywidualnych nie zdobył medalu, zajmując dwunaste miejsce w biegu na 5000 m i czwarte na 10 000 m. W walce o brązowy medal lepszy okazał się Bob de Jong z Holandii. Zdobył ponadto srebrne medale w biegach na 5000 m podczas mistrzostw świata na dystansach w Inzell w 2011 roku i rozgrywanych dwa lata później mistrzostw świata w Soczi. Podczas dystansowych mistrzostw świata w Heerenveen w 2015 roku wspólnie z Ko Byung-wookiem i Kim Cheol-minem zajął trzecie miejsce w sztafecie, a na dystansowych mistrzostwach świata w Kołomnie w 2016 roku był najlepszy w starcie masowym.
Kilkakrotnie stawał na podium zawodów Pucharu Świata, odnosząc przy tym dwa zwycięstwa. W sezonach 2014/2015 i 2016/2017 zwyciężał w klasyfikacji końcowej startu masowego. Ponadto w sezonie 2012/2013 był czwarty w klasyfikacji końcowej 5000/10 000 m.